# Ivica Bago
Ivica Bago roden u Splitu,(21. rujna 1985.), hrvatski gimnastičar i hrvatski državni reprezentativac. 

## Sudjelovanja na velikim natjecanjima
- europska prvenstva

- svjetska prvenstva

Sudionik svjetskog prvenstva koje se je održalo od 22. do 27. studenoga 2005. godine u Melbourneu.
Treće mjesto na svjetskom kupu 2006. godine u Teheranu, Iran.
Plesac u prestiznim Izraelskim kompanijama za suvremeni ples:
Inbal Pinto Dance Company,
Vertigo Dance Company,
Kibbuz Contemporary Dance Company.